# Farruko/Diskografie
Diese Diskografie ist eine Übersicht über die musikalischen Werke des puerto-ricanischen Reggaeton-Musikers Farruko. Den Schallplattenauszeichnungen zufolge hat er bisher mehr als 32,5 Millionen Tonträger verkauft. Seine erfolgreichste Veröffentlichung ist die Single Pepas mit über 7,1 Millionen verkauften Einheiten.

## Alben

### Studioalben
| Jahr | Titel Musiklabel                           | Höchstplatzierung, Gesamtwochen, AuszeichnungChartplatzierungen (Jahr, Titel, Musiklabel, Platzierungen, Wochen, Auszeichnungen, Anmerkungen) | Höchstplatzierung, Gesamtwochen, AuszeichnungChartplatzierungen (Jahr, Titel, Musiklabel, Platzierungen, Wochen, Auszeichnungen, Anmerkungen) | Höchstplatzierung, Gesamtwochen, AuszeichnungChartplatzierungen (Jahr, Titel, Musiklabel, Platzierungen, Wochen, Auszeichnungen, Anmerkungen) | Anmerkungen                              |
| Jahr | Titel Musiklabel                           | US | Latin | ES | Anmerkungen                              |
| ---- | ------------------------------------------ | --- | --- | --- | ---------------------------------------- |
| 2010 | El talento del bloque Carbon Fiber         | — | Latin50 (1 Wo.)Latin | — | Erstveröffentlichung: 29. Juni 2010      |
| 2012 | The Most Powerful Rookie Carbon Fiber      | — | Latin19 (4 Wo.)Latin | — | Erstveröffentlichung: 22. Mai 2012       |
| 2014 | Farruko presenta: Los menores Carbon Fiber | US90 (1 Wo.)US | Latin1 (31 Wo.)Latin | — | Erstveröffentlichung: 27. Oktober 2014   |
| 2015 | Visionary Sony Music Latin                 | US124 (1 Wo.)US | Latin1 Platin · (80 Wo.)Latin | — | Erstveröffentlichung: 23. Oktober 2015   |
| 2017 | TrapXFicante Sony Music Latin              | US184 (1 Wo.)US | Latin3 Platin · (80 Wo.)Latin | — | Erstveröffentlichung: 15. September 2017 |
| 2019 | Gangalee Sony Music Latin                  | US80 (6 Wo.)US | Latin2 ×6Sechsfachplatin · (123 Wo.)Latin | — | Erstveröffentlichung: 26. April 2019     |
| 2021 | La 167 Sony Music Latin                    | US26 (9 Wo.)US | Latin1 ×5Fünffachplatin · (98 Wo.)Latin | ES23 (5 Wo.)ES | Erstveröffentlichung: 1. Oktober 2021    |

### Kompilationen
| Jahr | Titel        | Höchstplatzierung, Gesamtwochen, AuszeichnungChartplatzierungen (Jahr, Titel, Platzierungen, Wochen, Auszeichnungen, Anmerkungen) | Höchstplatzierung, Gesamtwochen, AuszeichnungChartplatzierungen (Jahr, Titel, Platzierungen, Wochen, Auszeichnungen, Anmerkungen) | Anmerkungen                            |
| Jahr | Titel        | US | Latin | Anmerkungen                            |
| ---- | ------------ | --- | --- | -------------------------------------- |
| 2015 | The Ones     | — | Latin8 (6 Wo.)Latin | Erstveröffentlichung: 28. August 2015  |
| 2024 | Cvrbon Vrmor | — | Latin— PlatinLatin | Erstveröffentlichung: 17. Oktober 2024 |

### Soundtracks
| Jahr | Titel            | Höchstplatzierung, Gesamtwochen, AuszeichnungChartplatzierungen (Jahr, Titel, Platzierungen, Wochen, Auszeichnungen, Anmerkungen) | Höchstplatzierung, Gesamtwochen, AuszeichnungChartplatzierungen (Jahr, Titel, Platzierungen, Wochen, Auszeichnungen, Anmerkungen) | Anmerkungen                           |
| Jahr | Titel            | US | Latin | Anmerkungen                           |
| ---- | ---------------- | --- | --- | ------------------------------------- |
| 2019 | En letra de otro | — | Latin46 (1 Wo.)Latin | Erstveröffentlichung: 23. August 2019 |

## Singles

### Als Leadmusiker
| Jahr | Titel Album                                 | Höchstplatzierung, Gesamtwochen, AuszeichnungChartplatzierungen (Jahr, Titel, Album, Platzierungen, Wochen, Auszeichnungen, Anmerkungen) | Höchstplatzierung, Gesamtwochen, AuszeichnungChartplatzierungen (Jahr, Titel, Album, Platzierungen, Wochen, Auszeichnungen, Anmerkungen) | Höchstplatzierung, Gesamtwochen, AuszeichnungChartplatzierungen (Jahr, Titel, Album, Platzierungen, Wochen, Auszeichnungen, Anmerkungen) | Höchstplatzierung, Gesamtwochen, AuszeichnungChartplatzierungen (Jahr, Titel, Album, Platzierungen, Wochen, Auszeichnungen, Anmerkungen) | Höchstplatzierung, Gesamtwochen, AuszeichnungChartplatzierungen (Jahr, Titel, Album, Platzierungen, Wochen, Auszeichnungen, Anmerkungen) | Höchstplatzierung, Gesamtwochen, AuszeichnungChartplatzierungen (Jahr, Titel, Album, Platzierungen, Wochen, Auszeichnungen, Anmerkungen) | Höchstplatzierung, Gesamtwochen, AuszeichnungChartplatzierungen (Jahr, Titel, Album, Platzierungen, Wochen, Auszeichnungen, Anmerkungen) | Anmerkungen |
| Jahr | Titel Album                                 | DE | AT | CH | UK | US | Latin | ES | Anmerkungen |
| --- | ------------------------------------------- | --- | --- | --- | --- | --- | --- | --- | --- |
| 2010 | Traime a tu amiga El talento del bloque     | — | — | — | — | — | Latin— ×2DoppelplatinLatin | — | Erstveröffentlichung: 20. April 2010 feat. Voltio & Arcángel                                                               |
| 2012 | Va a ser abuela The Most Powerful Rookie    | — | — | — | — | — | Latin— GoldLatin | — | Erstveröffentlichung: 21. Februar 2012                                                                                     |
| 2012 | Titerito The Most Powerful Rookie           | — | — | — | — | — | Latin— PlatinLatin | — | Erstveröffentlichung: 10. April 2012                                                                                       |
| 2013 | Besas tan bien –                            | — | — | — | — | — | Latin35 (19 Wo.)Latin | — | Erstveröffentlichung: 23. Mai 2013                                                                                         |
| 2014 | Passion Whine Farruko presenta: Los menores | — | — | — | — | — | Latin10 ×3Dreifachplatin · (26 Wo.)Latin                                                                                                 | — | Erstveröffentlichung: 2. März 2014 feat. Sean Paul                                                                         |
| 2014 | Lejos de aqui Farruko presenta: Los menores | — | — | — | — | — | Latin12 ×3Dreifachplatin · (26 Wo.)Latin                                                                                                 | ES36 Platin · (46 Wo.)ES | Erstveröffentlichung: 26. Oktober 2014                                                                                     |
| 2015 | Sunset Visionary                            | — | — | — | — | — | Latin3 ×4Vierfachplatin · (26 Wo.)Latin                                                                                                  | ES57 (12 Wo.)ES | Erstveröffentlichung: 23. Oktober 2015 feat. Shaggy & Nicky Jam                                                            |
| 2016 | Obsesionado Visionary                       | — | — | — | — | — | Latin4 ×4Vierfachplatin · (26 Wo.)Latin                                                                                                  | ES56 Gold · (29 Wo.)ES | Erstveröffentlichung: 22. Februar 2016                                                                                     |
| 2016 | Liberace –                                  | — | — | — | — | — | Latin— GoldLatin | — | Erstveröffentlichung: 30. Juni 2016 mit Anuel AA                                                                           |
| 2016 | Chillax Visionary                           | — | — | — | — | — | Latin4 ×6Sechsfachplatin · (34 Wo.)Latin                                                                                                 | ES61 Platin · (20 Wo.)ES | Erstveröffentlichung: 22. Juli 2016 feat. Ky-Mani Marley                                                                   |
| 2016 | Diles (Remix) –                             | — | — | — | — | — | Latin— ×4VierfachplatinLatin | ES85 ×4Vierfachplatin · (10 Wo.)ES | Erstveröffentlichung: 26. August 2016 mit Bad Bunny & Ozuna feat. Arcángel, Ñengo Flow, DJ Luian & Mambo Kingz             |
| 2016 | Diabla –                                    | — | — | — | — | — | — | ES— GoldES | Erstveröffentlichung: 2. Dezember 2016                                                                                     |
| 2017 | Diabla (Remix) –                            | — | — | — | — | — | Latin— ×2DoppelplatinLatin | — | Erstveröffentlichung: 25. Februar 2017 mit Lary Over & Bad Bunny                                                           |
| 2017 | Don’t Let Go –                              | — | — | — | — | — | Latin27 (10 Wo.)Latin | — | Erstveröffentlichung: 16. März 2017                                                                                        |
| 2017 | Blockia –                                   | — | — | — | — | — | Latin48 Gold · (1 Wo.)Latin | — | Erstveröffentlichung: 19. Mai 2017 mit Bad Bunny feat. DJ Luian & Mambo Kingz                                              |
| 2017 | Krippy Kush TrapXFicante                    | — | — | — | — | — | Latin— ×6Diamant + SechsfachplatinLatin                                                                                                  | ES20 Platin · (21 Wo.)ES | Erstveröffentlichung: 3. August 2017 mit Bad Bunny & Rvssian                                                               |
| 2017 | Recuerdos –                                 | — | — | — | — | — | Latin— GoldLatin | — | Erstveröffentlichung: 20. Oktober 2017 mit Kelmitt & Lary Over                                                             |
| 2017 | Tacos altos –                               | — | — | — | — | — | Latin— GoldLatin | ES— GoldES | Erstveröffentlichung: 16. November 2017 mit Arcángel, Noriel & Bryant Myers                                                |
| 2017 | Krippy Kush (Remix) –                       | — | — | — | — | US75 (6 Wo.)US | Latin5 (27 Wo.)Latin | ES— GoldES | Erstveröffentlichung: 27. November 2017 mit Bad Bunny & Rvssian feat. Nicki Minaj & 21 Savage                              |
| 2018 | Inolvidable Gangalee                        | — | — | — | — | — | Latin37 Platin · (12 Wo.)Latin | — | Erstveröffentlichung: 4. Juni 2018                                                                                         |
| 2018 | Coolant –                                   | — | — | — | — | — | Latin— PlatinLatin | — | Erstveröffentlichung: 10. August 2018                                                                                      |
| 2018 | Ponle Gangalee                              | — | — | — | — | — | Latin23 (17 Wo.)Latin | ES74 Platin · (8 Wo.)ES | Erstveröffentlichung: 7. September 2018 feat. Rvssian & J Balvin                                                           |
| 2018 | Calma (Remix) Gangalee                      | — | — | — | — | US71 (20 Wo.)US | Latin3 ×2×5Doppeldiamant + Fünffachplatin · (47 Wo.)Latin                                                                                | ES2 ×7Siebenfachplatin · (64 Wo.)ES | Erstveröffentlichung: 5. Oktober 2018 mit Pedro Capó                                                                       |
| 2018 | Baby –                                      | — | — | — | — | — | Latin46 ×2Doppelplatin · (1 Wo.)Latin | ES31 Platin · (17 Wo.)ES | Erstveröffentlichung: 21. Dezember 2018 mit Amenazzy & Nicky Jam                                                           |
| 2019 | Caliente –                                  | — | — | — | — | — | Latin— PlatinLatin | ES44 Platin · (11 Wo.)ES | Erstveröffentlichung: 8. Februar 2019 mit Darell                                                                           |
| 2019 | Si se da –                                  | — | — | — | — | — | Latin11 Diamant + Platin · (26 Wo.)Latin                                                                                                 | ES9 ×3Dreifachplatin · (24 Wo.)ES | Erstveröffentlichung: 26. Februar 2019 mit Myke Towers                                                                     |
| 2019 | On My Way –                                 | DE85 (1 Wo.)DE | AT— GoldAT | CH34 (19 Wo.)CH | UK— SilberUK | — | — | ES— GoldES | Erstveröffentlichung: 22. März 2019 mit Alan Walker & Sabrina Carpenter                                                    |
| 2019 | Ramayama –                                  | — | — | — | — | — | Latin43 (2 Wo.)Latin | — | Erstveröffentlichung: 20. April 2019 mit Don Omar                                                                          |
| 2019 | No –                                        | — | — | — | — | — | Latin48 (1 Wo.)Latin | — | Erstveröffentlichung: 14. Juni 2019 mit Milly & Milky Woodz feat. Sech & Gigolo y La Exce                                  |
| 2019 | Si se da (Remix) –                          | — | — | — | — | — | Latin— ×3Diamant + DreifachplatinLatin                                                                                                   | ES9 ×3Dreifachplatin · (24 Wo.)ES | Erstveröffentlichung: 2. August 2019 mit Myke Towers & Arcángel feat. Sech & Zion                                          |
| 2019 | Fantasías –                                 | — | — | — | — | — | Latin12 ×9Diamant + Neunfachplatin · (20 Wo.)Latin                                                                                       | ES4 ×4Vierfachplatin · (38 Wo.)ES | Erstveröffentlichung: 29. August 2019 mit Rauw Alejandro                                                                   |
| 2019 | El favor –                                  | — | — | — | — | — | Latin21 ×2Doppelplatin · (8 Wo.)Latin | ES30 Platin · (14 Wo.)ES | Erstveröffentlichung: 30. August 2019 mit Dimelo Flow & Nicky Jam feat. Sech, Zion & Lunay                                 |
| 2019 | 105 °F (Remix) –                            | — | — | — | — | — | Latin— ×4VierfachplatinLatin | ES32 ×2Doppelplatin · (23 Wo.)ES | Erstveröffentlichung: 12. September 2019 mit KEVVO, Chencho Corleone, Arcángel, Darell, Ñengo Flow, Brytiago & Myke Towers |
| 2019 | Celebration –                               | — | — | — | — | — | Latin— GoldLatin | — | Erstveröffentlichung: 4. Oktober 2019 mit Maffio & Akon feat. Ky-Mani Marley                                               |
| 2019 | Nadie –                                     | — | — | — | — | — | Latin26 Platin · (15 Wo.)Latin | ES55 (5 Wo.)ES | Erstveröffentlichung: 10. Oktober 2019 Remix mit Ozuna & Lunay feat. Sech & Sharo Towers                                   |
| 2019 | Rasta Barbie (Remix) –                      | — | — | — | — | — | — | ES— GoldES | Erstveröffentlichung: 16. Oktober 2019 mit Gigola y La Exce, Myke Towers, Arcángel & El Alfa                               |
| 2019 | No le bajes –                               | — | — | — | — | — | Latin39 (2 Wo.)Latin | — | Erstveröffentlichung: 18. Oktober 2019 mit El Coyote The Show & Tito El Bambino                                            |
| 2020 | Sí me dices que sí –                        | — | — | — | — | — | Latin14 Platin · (20 Wo.)Latin | ES85 ×2Doppelplatin · (19 Wo.)ES | Erstveröffentlichung: 18. Februar 2020 mit Reik & Camilo                                                                   |
| 2020 | Fantasías (Remix) –                         | — | — | — | — | — | — | ES16 Platin · (16 Wo.)ES | Erstveröffentlichung: 6. März 2020 mit Rauw Alejandro feat. Anuel AA, Natti Natasha & Lunay                                |
| 2020 | Relación (Remix) –                          | — | — | — | — | US64 (11 Wo.)US | Latin2 (27 Wo.)Latin | ES2 ×3Dreifachplatin · (37 Wo.)ES | Erstveröffentlichung: 2. April 2020 mit Sech, Daddy Yankee, J Balvin & Rosalía                                             |
| 2020 | Perreo intenso –                            | — | — | — | — | — | Latin— GoldLatin | — | Erstveröffentlichung: 17. April 2020 mit Ankhal, Guaynaa & Kevvo                                                           |
| 2020 | La tóxica La 167                            | — | — | — | — | US98 (4 Wo.)US | Latin4 ×9Neunfachplatin · (26 Wo.)Latin                                                                                                  | ES16 ×2Doppelplatin · (25 Wo.)ES | Erstveröffentlichung: 24. Juli 2020                                                                                        |
| 2020 | Condena –                                   | — | — | — | — | — | Latin— GoldLatin | — | Erstveröffentlichung: 20. August 2020 mit Brytiago                                                                         |
| 2020 | La tóxica (Remix) –                         | — | — | — | — | — | — | ES54 Gold · (5 Wo.)ES | Erstveröffentlichung: 22. Oktober 2020 mit Sech, Myke Towers, Jay Wheeler & Tempo                                          |
| 2020 | No te enamores (Remix) –                    | — | — | — | — | — | Latin30 Platin · (12 Wo.)Latin | ES5 ×2Doppelplatin · (21 Wo.)ES | Erstveröffentlichung: 20. November 2020 mit Milly, Nio Garca, Jay Wheeler & Amenazzy                                       |
| 2020 | Singapur –                                  | — | — | — | — | — | Latin46 (1 Wo.)Latin | ES— GoldES | Erstveröffentlichung: 17. Dezember 2020 mit El Alfa, Myke Towers, Chencho Corleone & Justin Quiles                         |
| 2020 | No Hago Coro –                              | — | — | — | — | — | Latin31 ×2Doppelplatin · (2 Wo.)Latin | — | Erstveröffentlichung: 27. Dezember 2020 mit Ghetto & Nino Freestyle                                                        |
| 2021 | Oh mama –                                   | — | — | — | — | — | Latin45 (1 Wo.)Latin | ES72 (1 Wo.)ES | Erstveröffentlichung: 26. Februar 2021 mit Myke Towers                                                                     |
| 2021 | XOXA –                                      | — | — | — | — | — | Latin47 (1 Wo.)Latin | — | Erstveröffentlichung: 26. Februar 2021 mit El Alfa                                                                         |
| 2021 | Ten Cuidado –                               | — | — | — | — | — | Latin50 Platin · (1 Wo.)Latin | ES— GoldES | Erstveröffentlichung: 12. März 2021 mit Pitbull, IAmChino, El Alfa & Omar Courtz                                           |
| 2021 | Rápido Fast & Furious 9 O.S.T.              | — | — | — | — | — | — | ES27 Platin · (12 Wo.)ES | Erstveröffentlichung: 18. Juni 2021 mit Amenazzy, Myke Towers & Rochy RD                                                   |
| 2021 | Pepas La 167                                | DE11 ×3Dreifachgold · (73 Wo.)DE | AT9 ×3Dreifachplatin · (80 Wo.)AT | CH1 ×8Achtfachplatin · (116 Wo.)CH | UK— SilberUK | US25 (21 Wo.)US | Latin1 ×5×2Fünffachdiamant + Doppelplatin · (44 Wo.)Latin                                                                                | ES1 ×8Achtfachplatin · (78 Wo.)ES | Erstveröffentlichung: 24. Juni 2021                                                                                        |
| 2021 | El Incomprendido La 167                     | — | — | — | — | — | Latin13 ×5Fünffachplatin · (26 Wo.)Latin                                                                                                 | ES11 ×2Doppelplatin · (19 Wo.)ES | Erstveröffentlichung: 1. Oktober 2021 mit Victor Cardenas & DJ Adoni                                                       |
| 2022 | After Party –                               | — | — | — | — | — | — | — | Erstveröffentlichung: 4. Februar 2022 mit Alex Sensation & Prince Royce feat. Mariah Angeliq & Kevin Lyttle                |
| 2022 | Nazareno Cvrbon Vrmor                       | — | — | — | — | — | Latin33 (14 Wo.)Latin | — | Erstveröffentlichung: 19. Mai 2022                                                                                         |
| 2023 | Pasa_je_ro –                                | — | — | — | — | — | Latin— PlatinLatin | — | Erstveröffentlichung: 15. Juni 2023                                                                                        |
| 2023 | Santorini –                                 | — | — | — | — | — | — | ES— GoldES | Erstveröffentlichung: 6. Juli 2023 mit Beéle                                                                               |
| 2024 | San Miguel –                                | — | — | — | — | — | — | — | Erstveröffentlichung: 6. Dezember 2024                                                                                     |
| Folgende Lieder erschienen nicht als Single, wurden aber durch das Album zum Download und Streaming bereitgestellt und konnten somit eine Platzierung erlangen: |                                             | | | | | | | | |
| |                                             | | | | | | | | |
| 2015 | Never Let You Go Visionary                  | — | — | — | — | — | — | ES58 (7 Wo.)ES | feat. Pitbull |
| 2015 | Te va a doler Visionary                     | — | — | — | — | — | — | ES94 (7 Wo.)ES | |
| 2019 | La cartera Gangalee                         | — | — | — | — | — | Latin25 (9 Wo.)Latin | ES59 Gold · (3 Wo.)ES | feat. Bad Bunny |
| 2019 | Delincuente Gangalee                        | — | — | — | — | — | Latin27 (13 Wo.)Latin | ES24 Platin · (19 Wo.)ES | feat. Anuel AA & Kendo Kaponi                                                                                              |

### Als Gastmusiker
| Jahr | Titel Album                        | Höchstplatzierung, Gesamtwochen, AuszeichnungChartplatzierungen (Jahr, Titel, Album, Platzierungen, Wochen, Auszeichnungen, Anmerkungen) | Höchstplatzierung, Gesamtwochen, AuszeichnungChartplatzierungen (Jahr, Titel, Album, Platzierungen, Wochen, Auszeichnungen, Anmerkungen) | Höchstplatzierung, Gesamtwochen, AuszeichnungChartplatzierungen (Jahr, Titel, Album, Platzierungen, Wochen, Auszeichnungen, Anmerkungen) | Höchstplatzierung, Gesamtwochen, AuszeichnungChartplatzierungen (Jahr, Titel, Album, Platzierungen, Wochen, Auszeichnungen, Anmerkungen) | Höchstplatzierung, Gesamtwochen, AuszeichnungChartplatzierungen (Jahr, Titel, Album, Platzierungen, Wochen, Auszeichnungen, Anmerkungen) | Anmerkungen |
| Jahr | Titel Album                        | DE | CH | US | Latin | ES | Anmerkungen |
| --- | ---------------------------------- | --- | --- | --- | --- | --- | --- |
| 2013 | 6 AM La familia                    | — | — | — | Latin3 Diamant · (52 Wo.)Latin | ES22 ×2Doppelplatin · (46 Wo.)ES | Erstveröffentlichung: 15. Oktober 2013 J Balvin feat. Farruko                                                                                                 |
| 2014 | Si no te quiere –                  | — | — | — | Latin19 (26 Wo.)Latin | — | Erstveröffentlichung: 4. Oktober 2014 Ozuna feat. D.OZi oder Arcángel & Farruko                                                                               |
| 2015 | Me voy enamorando (Remix) –        | — | — | — | Latin18 (22 Wo.)Latin | ES25 ×2Doppelplatin · (51 Wo.)ES | Erstveröffentlichung: 10. März 2015 Chino & Nacho feat. Farruko                                                                                               |
| 2016 | Ella y yo –                        | — | — | — | Latin34 Platin · (20 Wo.)Latin | ES— PlatinES | Erstveröffentlichung: 27. Januar 2016 Pepe Quintana feat. Farruko, Anuel AA, Tempo, Bryant Myers & Almighty                                                   |
| 2016 | Panda –                            | — | — | — | Latin36 (3 Wo.)Latin | — | Erstveröffentlichung: 2. Februar 2016 Almighty feat. Farruko                                                                                                  |
| 2016 | Ayer (Remix) –                     | — | — | — | Latin42 (3 Wo.)Latin | — | Erstveröffentlichung: 4. März 2016 DJ Nelson feat. Anuel AA & Farruko                                                                                         |
| 2016 | Hasta que se seque el malecón –    | — | — | — | — | ES10 ×3Dreifachplatin · (56 Wo.)ES | Erstveröffentlichung: 20. Juli 2016 Jacob Forever feat. Farruko                                                                                               |
| 2016 | Ella y yo (Remix) –                | — | — | — | Latin— GoldLatin | — | Erstveröffentlichung: 31. Juli 2016 Pepe Quintana feat. Farruko, Ozuna, Arcángel, Anuel AA, Bryant Myers, Kevin Roldan, Ñengo Flow, Alexio La Bestia & Nejo   |
| 2016 | Ya no me duele más (Remix) –       | — | — | — | Latin21 (18 Wo.)Latin | — | Erstveröffentlichung: 18. Oktober 2016 Silvestre Dangond feat. Farruko                                                                                        |
| 2016 | Sola (Remix) –                     | — | — | — | Latin34 ×7Siebenfachplatin · (20 Wo.)Latin                                                                                               | ES— ×2DoppelplatinES | Erstveröffentlichung: 2. Dezember 2016 Anuel AA feat. Daddy Yankee, Wisin, Farruko & Zion y Lennox                                                            |
| 2017 | Te lo meto yo –                    | — | — | — | Latin— PlatinLatin | — | Erstveröffentlichung: 19. Januar 2017 Pepe Quintana feat. Lary Over, Farruko, Arcángel & Tempo                                                                |
| 2017 | La ocasión (Remix) –               | — | — | — | Latin— ×4VierfachplatinLatin | — | Erstveröffentlichung: 8. Februar 2017 DJ Luian & Mambo Kingz feat. De La Ghetto, Ozuna, Arcángel, Anuel AA, Daddy Yankee, Nicky Jam, Farruko, J Balvin & Zion |
| 2017 | 47 (Remix) –                       | — | — | — | Latin— PlatinLatin | — | Erstveröffentlichung: 31. März 2017 Anuel AA & Ñengo Flow feat. Farruko, Casper, Darell & Bad Bunny                                                           |
| 2017 | Quiéreme –                         | — | — | — | Latin31 (20 Wo.)Latin | ES95 (3 Wo.)ES | Erstveröffentlichung: 26. Mai 2017 Jacob Forever feat. Farruko                                                                                                |
| 2017 | Si me muero –                      | — | — | — | Latin— ×3DreifachplatinLatin | — | Erstveröffentlichung: 16. Juni 2017 Pepe Quintana feat. Farruko, Lary Over, Ñengo Flow & Darell                                                               |
| 2017 | Que tengo que hacer –              | — | — | — | Latin— PlatinLatin | — | Erstveröffentlichung: 23. Juni 2017 Lary Over feat. Farruko                                                                                                   |
| 2017 | Loco enamorado A Cámara Lenta      | — | — | — | Latin22 ×4Vierfachplatin · (20 Wo.)Latin                                                                                                 | ES13 ×2Doppelplatin · (36 Wo.)ES | Erstveröffentlichung: 23. Juni 2017 Abraham Mateo feat. Farruko & Christian Daniel                                                                            |
| 2017 | Ganas locas Five                   | — | — | — | Latin— ×3DreifachplatinLatin | ES91 (3 Wo.)ES | Erstveröffentlichung: 14. Juli 2017 Prince Royce feat. Farruko                                                                                                |
| 2017 | Si tu lo dejas –                   | — | — | — | Latin— ×6SechsfachplatinLatin | ES— GoldES | Erstveröffentlichung: 3. August 2017 Rvssian feat. Farruko, Bad Bunny, Nicky Jam & King Kosa                                                                  |
| 2017 | Banda de camion (Remix) –          | — | — | — | Latin— GoldLatin | — | Erstveröffentlichung: 26. November 2017 El Alfa feat. Farruko, De La Ghetto, Villano Sam, Bryant Meyers, Zion & Noriel                                        |
| 2018 | Zooted –                           | — | — | — | — | — | Erstveröffentlichung: 20. Juli 2018 Becky G feat. French Montana & Farruko                                                                                    |
| 2018 | Ella fuma –                        | — | — | — | Latin— PlatinLatin | ES— GoldES | Erstveröffentlichung: 3. August 2018 Plan B feat. Chencho Corleone, Farruko, Darell & Brytiago                                                                |
| 2019 | Pa olvidarte (Remix) –             | — | — | — | Latin— ×3DreifachplatinLatin | ES66 (8 Wo.)ES | Erstveröffentlichung: 1. Februar 2019 ChocQuibTown feat. Zion y Lennox, Farruko & Manuel Turizo                                                               |
| 2019 | Que más pues (Remix) –             | — | — | — | Latin— DiamantLatin | ES18 ×2Doppelplatin · (21 Wo.)ES | Erstveröffentlichung: 11. April 2019 Sech feat. Justin Quiles, Maluma, Nicky Jam, Farruko, Dalex & Lenny Tavárez                                              |
| 2019 | Baila baila baila (Remix) –        | — | — | US69 (9 Wo.)US | Latin3 (30 Wo.)Latin | ES— ×2DoppelplatinES | Erstveröffentlichung: 25. April 2019 Ozuna feat. Daddy Yankee, Anuel AA, J Balvin & Farruko                                                                   |
| 2019 | Mamacita –                         | — | — | — | — | — | Erstveröffentlichung: 5. Juli 2019 Jason Derulo feat. Farruko                                                                                                 |
| 2019 | Rebota (Remix) BRB Be Right Back   | — | — | — | Latin28 Platin · (9 Wo.)Latin | ES24 Platin · (14 Wo.)ES | Erstveröffentlichung: 12. Juli 2019 Guaynaa feat. Nicky Jam, Farruko, Becky G & Sech                                                                          |
| 2019 | Date tu guille Honey Bee           | — | — | — | Latin— PlatinLatin | ES— GoldES | Erstveröffentlichung: 19. Juli 2019 Milly feat. Farruko, Myke Towers, Lary Over, Rauw Alejandro & Sharo Towers                                                |
| 2019 | DJ no pare (Remix) –               | — | — | — | Latin— PlatinLatin | — | Erstveröffentlichung: 6. September 2019 Justin Quiles feat. Natti Natasha, Farruko, Zion, Dalex & Lenny Tavarez                                               |
| 2019 | Fantasías (Unplugged) –            | — | — | — | Latin— PlatinLatin | — | Erstveröffentlichung: 5. November 2019 Rauw Alejandro feat. Farruko                                                                                           |
| 2019 | Bellaquita (Remix) Modo Avión      | — | — | — | Latin— ×8AchtfachplatinLatin | ES26 Platin · (15 Wo.)ES | Erstveröffentlichung: 24. November 2019 Dalex feat. Lenny Tavárez, Anitta, Natti Natasha, Farruko & Justin Quiles                                             |
| 2019 | Música –                           | — | — | — | Latin— ×2DoppelplatinLatin | — | Erstveröffentlichung: 4. Dezember 2019 DJ Luian & Mambo Kingz feat. Darrell, Wisin, Farruko, Arcángel & Myke Towers                                           |
| 2020 | La playa (Remix) –                 | — | — | — | Latin— ×3DreifachplatinLatin | ES64 Gold · (3 Wo.)ES | Erstveröffentlichung: 2. Januar 2020 Myke Towers feat. Maluma & Farruko                                                                                       |
| 2020 | 3G (Remix) Multimillo, Vol. 1      | — | — | — | — | ES36 Platin · (12 Wo.)ES | Erstveröffentlichung: 24. Januar 2020 Wisin feat. Yandel, Farruko, Jon Z, Don Chezina & Chencho                                                               |
| 2020 | Loco (Remix) –                     | — | — | — | Latin— ×4VierfachplatinLatin | ES48 Gold · (10 Wo.)ES | Erstveröffentlichung: 24. April 2020 Beéle feat. Farruko, Natti Natasha & Manuel Turizo                                                                       |
| 2020 | Color Esperanza 2020 –             | — | — | — | — | ES— PlatinES | Erstveröffentlichung: 18. Mai 2020 Various Artists, Benefizsingle                                                                                             |
| 2020 | One World, One Prayer –            | — | — | — | — | — | Erstveröffentlichung: 22. Mai 2020 als Teil von The Wailers                                                                                                   |
| 2020 | Elegí (Remix) Afrodisíaco          | — | — | — | — | ES— GoldES | Erstveröffentlichung: 28. August 2020 Rauw Alejandro, Dalex & Lenny Tavárez feat. Farruko, Anuel AA, Sech, Dímelo Flow & Justin Quiles                        |
| 2020 | Perfecta Ley de Gravedad           | — | — | — | Latin30 (8 Wo.)Latin | — | Erstveröffentlichung: 17. September 2020 Luis Fonsi feat. Farruko                                                                                             |
| 2021 | Me pasé Final                      | — | CH75 (1 Wo.)CH | — | Latin15 (20 Wo.)Latin | ES74 Gold · (8 Wo.)ES | Erstveröffentlichung: 2. Juli 2021 Enrique Iglesias feat. Farruko                                                                                             |
| 2021 | Curazao Sagitario                  | — | — | — | Latin34 (2 Wo.)Latin | — | Erstveröffentlichung: 6. September 2021 El Alfa feat. Farruko                                                                                                 |
| 2023 | Esta Vida Sugar Papi               | — | — | — | Latin42 ×2Doppelplatin · (1 Wo.)Latin | ES— GoldES | Erstveröffentlichung: 13. April 2023 Marshmello feat. Farruko                                                                                                 |
| Folgende Lieder erschienen nicht als Single, wurden aber durch das Album zum Download und Streaming bereitgestellt und konnten somit eine Platzierung erlangen: |                                    | | | | | | |
| |                                    | | | | | | |
| 2015 | Hoy se bebe Dale                   | — | — | — | — | ES65 (6 Wo.)ES | Pitbull feat. Farruko |
| 2015 | Poder Los vaqueros: La trilogia    | — | — | — | — | ES92 (1 Wo.)ES | Wisin feat. Farruko |
| 2017 | Otra copa La promesa               | — | — | — | — | ES96 Gold · (2 Wo.)ES | Justin Quiles feat. Farruko |
| 2020 | Uptown II Bad Boys For Life O.S.T. | — | — | — | Latin45 (1 Wo.)Latin | — | Meek Mill feat. Farruko |
| 2020 | Que se joda Emmanuel               | — | — | — | Latin32 (1 Wo.)Latin | ES41 (2 Wo.)ES | Charteinstieg: 4. Juni 2020 Anuel AA feat. Farruko & Zion |

## Statistik

### Chartauswertung
|                     | US    | Latin       | ES    |
| ------------------- | ----- | ----------- | ----- |
| Nummer-eins-Alben   | US—US | Latin3Latin | ES—ES |
| Top-10-Alben        | US—US | Latin6Latin | ES—ES |
| Alben in den Charts | US5US | Latin9Latin | ES1ES |

|                       | DE    | AT    | CH    | UK    | US    | Latin        | ES     |
| --------------------- | ----- | ----- | ----- | ----- | ----- | ------------ | ------ |
| Nummer-eins-Singles   | DE—DE | AT—AT | CH1CH | UK—UK | US—US | Latin1Latin  | ES1ES  |
| Top-10-Singles        | DE—DE | AT1AT | CH1CH | UK—UK | US—US | Latin11Latin | ES8ES  |
| Singles in den Charts | DE2DE | AT1AT | CH3CH | UK—UK | US6US | Latin52Latin | ES48ES |

### Auszeichnungen für Musikverkäufe
| Land/RegionAuszeichnungen für Musikverkäufe (Land/Region, Auszeichnungen, Verkäufe, Quellen) | Silber     | Gold       | Platin         | Diamant       | Verkäufe   | Quellen                 |
| -------------------------------------------------------------------------------------------- | ---------- | ---------- | -------------- | ------------- | ---------- | ----------------------- |
| Argentinien (CAPIF)                                                                          | —          | Gold1      | Platin1        | —             | 30.000     | Einzelnachweise         |
| Belgien (BRMA)                                                                               | —          | —          | Platin1        | —             | 40.000     | ultratop.be             |
| Brasilien (PMB)                                                                              | —          | Gold1      | —              | 2× Diamant2   | 340.000    | pro-musicabr.org.br BR2 |
| Chile (IFPI)                                                                                 | —          | —          | 3× Platin3     | Diamant1      | 680.000    | profovi.cl CL2          |
| Dänemark (IFPI)                                                                              | —          | —          | Platin1        | —             | 90.000     | ifpi.dk                 |
| Deutschland (BVMI)                                                                           | —          | Gold1      | Platin1        | —             | 600.000    | musikindustrie.de       |
| Frankreich (SNEP)                                                                            | —          | 3× Gold3   | Platin1        | Diamant1      | 783.333    | snepmusique.com         |
| Griechenland (IFPI)                                                                          | —          | —          | Platin1        | —             | 20.000     | Einzelnachweise         |
| Italien (FIMI)                                                                               | —          | 4× Gold4   | 4× Platin4     | —             | 510.000    | fimi.it                 |
| Kanada (MC)                                                                                  | —          | Gold1      | 3× Platin3     | —             | 280.000    | musiccanada.com         |
| Kolumbien (ASINCOL)                                                                          | —          | 3× Gold3   | Platin1        | —             | 25.000     | Einzelnachweise         |
| Mexiko (AMPROFON)                                                                            | —          | 13× Gold13 | 28× Platin28   | 7× Diamant7   | 4.690.000  | amprofon.com.mx         |
| Österreich (IFPI)                                                                            | —          | Gold1      | 3× Platin3     | —             | 105.000    | ifpi.at                 |
| Peru (UNIMPRO)                                                                               | —          | —          | 6× Platin6     | —             | 36.000     | Einzelnachweise         |
| Polen (ZPAV)                                                                                 | —          | 3× Gold3   | 8× Platin8     | —             | 325.000    | olis.pl                 |
| Portugal (AFP)                                                                               | —          | 3× Gold3   | 6× Platin6     | —             | 75.000     | Einzelnachweise         |
| Schweden (IFPI)                                                                              | —          | —          | 2× Platin2     | —             | 160.000    | sverigetopplistan.se    |
| Schweiz (IFPI)                                                                               | —          | —          | 8× Platin8     | —             | 160.000    | hitparade.ch            |
| Spanien (Promusicae)                                                                         | —          | 23× Gold23 | 72× Platin72   | —             | 4.620.000  | elportaldemusica.es     |
| Vereinigte Staaten (RIAA)                                                                    | —          | 15× Gold15 | 167× Platin167 | 13× Diamant13 | 18.270.000 | riaa.com                |
| Vereinigtes Königreich (BPI)                                                                 | 2× Silber2 | —          | —              | —             | 400.000    | bpi.co.uk               |
| Zentralamerika (CFC)                                                                         | —          | 2× Gold2   | 11× Platin11   | —             | 780.000    | cfc-musica.com          |
| Insgesamt                                                                                    | 2× Silber2 | 74× Gold74 | 328× Platin328 | 24× Diamant24 |            |                         |